# Stimmkreis Augsburg-Stadt-West
Der Stimmkreis Augsburg-Stadt-West ist einer von rund 90 Stimmkreisen bei Wahlen zum Bayerischen Landtag und zu den Bezirkstagen sowie bei Volksentscheiden. Er gehört zum Wahlkreis Schwaben.
Mindestens seit der Landtagswahl 2008 umfasst der Stimmkreis die Stadtbezirke Rechts der Wertach, Hochfeld, Antonsviertel, Rosenau- und Thelottviertel, Pfersee-Süd, Pfersee-Nord, Kriegshaber, Links der Wertach-Süd, Links der Wertach-Nord, Oberhausen-Süd, Oberhausen-Nord, Bärenkeller, Göggingen-Nordwest, Göggingen-Nordost, Göggingen-Ost, Göggingen-Süd, Inningen und Bergheim der kreisfreien Stadt Augsburg und die Vorstädte Gersthofen und Neusäß, die im Landkreis Augsburg liegen. Die übrigen Gemeinden dieses Landkreises liegen in den Stimmkreisen Augsburg-Land, Dillingen und Augsburg-Land-Süd.

## Landtagswahl 2023
Zur Landtagswahl 2023 traten folgende Parteien und Direktkandidaten im Stimmkreis Augsburg-Stadt-West an und erzielten folgende Ergebnisse:
| Nr. | Direktkandidat       | Partei           | Erststimmen in % | Gesamtstimmen in % |
| --- | -------------------- | ---------------- | ---------------- | ------------------ |
| 1   | Leo Dietz            | CSU              | 31,3             | 31,9               |
| 2   | Cemal Bozoğlu        | GRÜNE            | 18,7             | 18,4               |
| 3   | Claudia Schuster     | Freie Wähler     | 10,9             | 10,8               |
| 4   | Raimond Scheirich    | AfD              | 15,7             | 15,6               |
| 5   | Florian Freund       | SPD              | 10,5             | 10,5               |
| 6   | Ralf Neugschwender   | FDP              | 3,4              | 3,3                |
| 7   | Niko Thomas          | LINKE            | 2,1              | 2,1                |
| 8   | Anton Steinböck      | BP               | 0,7              | 0,7                |
| 9   | Christian Pettinger  | ÖDP              | 1,6              | 1,5                |
| 10  | Stefan Bob Meitinger | Die PARTEI       | 3,4              | 2,8                |
| 11  | -                    | Tierschutzpartei | -                | 0,5                |
| 12  | Natalie Brugger      | V-Partei³        | 0,6              | 0,5                |
| 13  | Erich Schenk         | dieBasis         | 1,2              | 1,3                |

## Landtagswahl 2018
Im Stimmbezirk waren 109.809 Einwohner wahlberechtigt. Die Wahl hatte folgendes Ergebnis:
| Direktkandidat          | Partei       | Erststimmen | Gesamtstimmen | Gesamtstimmen ggü. Bayern (%p) | Gesamtstimmen ggü. 2013 (%p) |
| ----------------------- | ------------ | ----------- | ------------- | ------------------------------ | ---------------------------- |
| Johannes Hintersberger  | CSU          | 33,6 %      | 32,7 %        | −4,5 %                         | −9,7 %                       |
| Harald Güller           | SPD          | 10,7 %      | 10,9 %        | +1,2 %                         | −14,4 %                      |
| Regina Stuber-Schneider | FREIE WÄHLER | 8,6 %       | 8,8 %         | −2,8 %                         | +2,3 %                       |
| Cemal Bozoğlu           | GRÜNE        | 22,2 %      | 22,1 %        | +4,5 %                         | +11,4 %                      |
| Guido Immler            | FDP          | 4,9 %       | 5,0 %         | −0,1 %                         | +1,4 %                       |
| Andreas Mayer           | DIE LINKE    | 4,8 %       | 4,5 %         | +1,3 %                         | +1,2 %                       |
| Harald Eberhard         | BP           | 1,4 %       | 1,3 %         | −0,4 %                         | −0,6 %                       |
| Manfred Theodor Link    | ÖDP          | 1,2 %       | 1,2 %         | −0,4 %                         | −0,3 %                       |
| kein Direktkandidat     | PIRATEN      | X           | 0,3 %         | −0,1 %                         | −2,3 %                       |
| Andreas Jurca           | AfD          | 11,5 %      | 11,5 %        | +1,3 %                         | +11,5 %                      |
| kein Direktkandidat     | LKR          | X           | 0,0 %         | ± 0,0 %                        | ± 0,0 %                      |
| Jörg Jovy               | mut          | 0,4 %       | 0,3 %         | ± 0,0 %                        | +0,3 %                       |
| kein Direktkandidat     | Die PARTEI   | X           | 0,6 %         | +0,2 %                         | +0,6 %                       |
| Konrad Harle            | V-Partei³    | 0,7 %       | 0,7 %         | +0,4 %                         | +0,7 %                       |

## Landtagswahl 2013
Die Landtagswahl in Bayern 2013 hatte untenstehendes Ergebnis. Die Wahlbeteiligung der 107.773 Wahlberechtigten im Stimmkreis betrug 56,9 Prozent, bei einem Landesdurchschnitt von 63,9 Prozent war dies Rang 86 unter den 90 Stimmkreisen. Das Direktmandat ging an Johannes Hintersberger (CSU).
| Direktkandidat           | Partei       | Erststimmen | Gesamtstimmen | Gesamtstimmen ggü. Bayern (%p) | Gesamtstimmen ggü. 2008 (%p) |
| ------------------------ | ------------ | ----------- | ------------- | ------------------------------ | ---------------------------- |
| Johannes Hintersberger   | CSU          | 42,7 %      | 42,4 %        | −5,3 %                         | +1,9 %                       |
| Harald Güller            | SPD          | 24,7 %      | 25,3 %        | +4,7 %                         | +1,3 %                       |
| Hans-Volker Schafitel    | FREIE WÄHLER | 7,0 %       | 6,5 %         | −2,5 %                         | +0,7 %                       |
| Cemal Bozoglu            | GRÜNE        | 10,4 %      | 10,7 %        | +2,1 %                         | +0,3 %                       |
| Markus Arnold            | FDP          | 3,5 %       | 3,6 %         | +0,3 %                         | −4,0 %                       |
| Benjamin Clamroth        | DIE LINKE    | 3,4 %       | 3,4 %         | +1,3 %                         | −1,5 %                       |
| Benedikt Bogdahn         | ÖDP          | 1,4 %       | 1,4 %         | −0,6 %                         | −0,2 %                       |
| Holger Rettenberger      | REP          | 1,2 %       | 1,1 %         | +0,1 %                         | −0,3 %                       |
| Manfred Waldukat         | NPD          | 1,0 %       | 0,9 %         | X                              | −0,2 %                       |
| Heidemarie Schmid-Walser | BP           | 2,1 %       | 1,8 %         | −0,3 %                         | +1,0 %                       |
| Kein Direktkandidat      | FRAUENLISTE  | X           | 0,3 %         | X                              | X                            |
| Thomas Zenetti           | PIRATEN      | 2,7 %       | 2,5 %         | +0,5 %                         | X                            |

## Landtagswahl 2008
Bei der Landtagswahl 2008 waren im Stimmkreis 105.529 Einwohner wahlberechtigt. Die Wahlbeteiligung lag bei 51,2 %. Der Wahl hatte folgendes Ergebnis:
| Direktkandidat         | Partei                | Erststimmen in % | Gesamtstimmen in % | Veränderung der Gesamtstimmen im Vergleich zur Landtagswahl 2003 in % |
| ---------------------- | --------------------- | ---------------- | ------------------ | --------------------------------------------------------------------- |
| Johannes Hintersberger | CSU                   | 40,3             | 40,5               | - 15,3                                                                |
| Harald Güller          | SPD                   | 22,4             | 24,0               | + 1,9                                                                 |
| Reiner Erben           | Bündnis 90/Die Grünen | 10,3             | 10,4               | - 0,1                                                                 |
| Bernhard Hannemann     | Freie Wähler          | 6,5              | 5,8                | + 2,5                                                                 |
| Ullrich Müller-Kantor  | FDP                   | 7,9              | 7,6                | + 4,8                                                                 |
| Bärbel Schlude         | REP                   | 1,5              | 1,4                | - 1,3                                                                 |
| Wolfgang Oblinger      | ödp                   | 1,9              | 1,6                | + 0,1                                                                 |
| Norbert Bruckmeier     | BP                    | 0,8              | 0,8                | - 0,1                                                                 |
| -                      | BüSo                  | -                | -                  | - 0,1                                                                 |
| Alexander Süßmair      | Die Linke             | 5,1              | 4,9                | + 4,9                                                                 |
| Simon Siegl            | NPD                   | 1,1              | 1,1                | + 1,1                                                                 |
| Manfred Link           | RRP                   | 2,1              | 2,0                | + 2,0                                                                 |